# Peter Vos
Petrus Antonius Carolus Augustinus (Peter) Vos (Utrecht, 15 september 1935 – aldaar, 6 november 2010) was een Nederlands tekenaar, graficus en illustrator. Hij was vooral bekend om zijn illustraties voor een groot aantal boeken, bladen en tijdschriften. Met een herkenbaar handschrift tekende hij met een scherpzinnige blik en gevoel voor humor vooral dieren (met name vogels), mensen en combinaties daarvan (metamorfosen).

## Levensloop

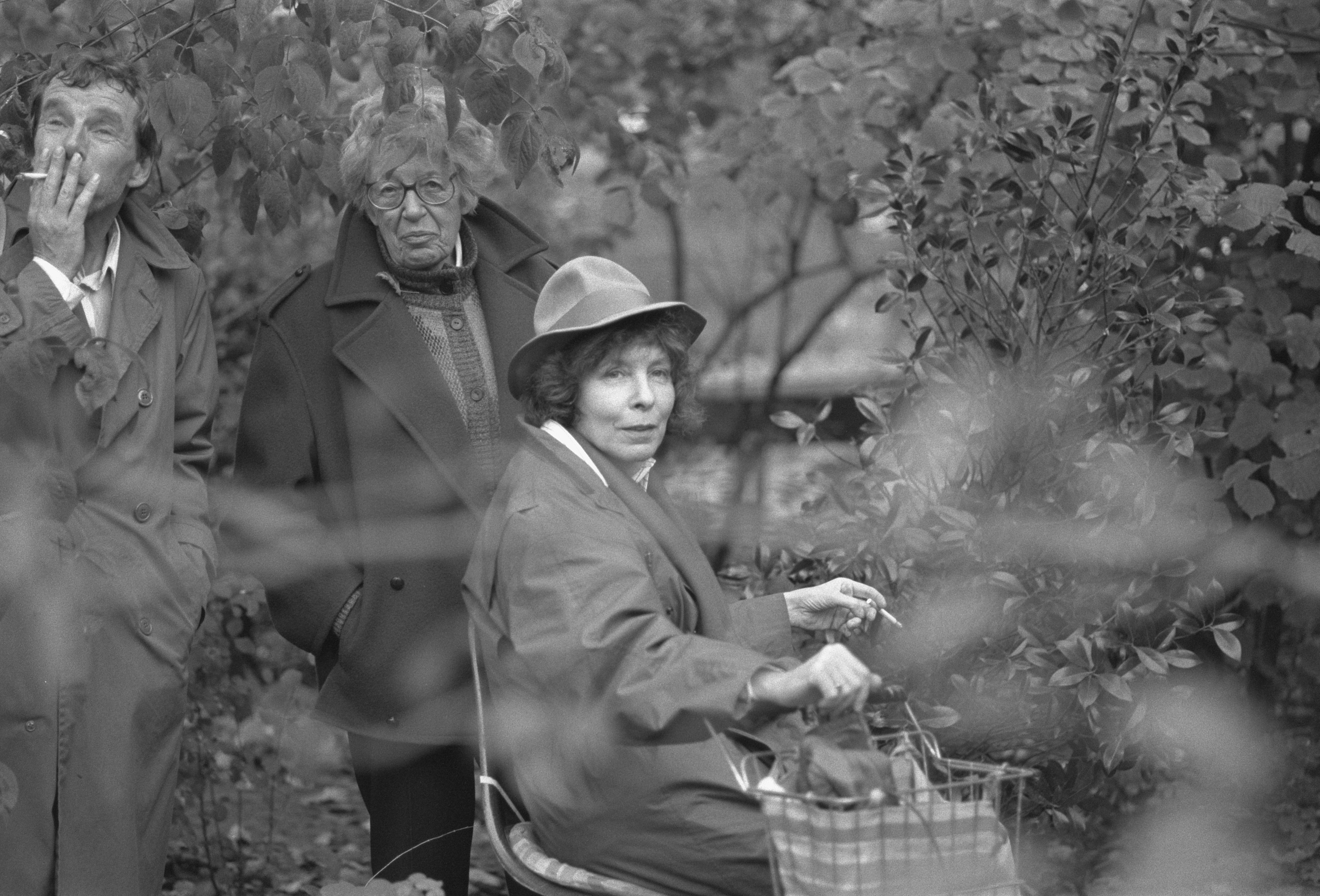
Rokend met Annie M.G. Schmidt en Renate Rubinstein (1988)

Peter Vos wordt geboren op 15 september 1935 in Utrecht. Zijn vader, Cornelis J. Vos (1891- 1955), is de drijvende kracht achter De Gemeenschap, een tijdschrift én uitgeverij van jonge katholieken in Utrecht. C.J. Vos heeft een rijke schare kunstenaarsvrienden, waaronder Joseph Roth, Jan Campert, Hendrik Marsman en Gerrit Rietveld. Hij werkt ook als journalist voor de Utrechtsche Courant. Peters moeder Netty Hofland (1894-1951) is hoedenmaakster bij de Utrechtse firma Gerzon.
Peter en zijn anderhalf jaar oudere broer Paul worden in 1944 naar een boer in Groningen gebracht en verblijven daar tot de bevrijding.
Al op vierjarige leeftijd is Vos intensief bezig met tekenen. Zijn vader onderkent zijn talent en moedigt hem aan om tekenaar te worden. Vos’ eerste succes is het winnen van een tekenwedstrijd van de Utrechtse bakkerij Lubro in 1945. Hij sleept de prijs in de wacht voor de categorie tot twaalf jaar en wint honderd gulden.
Op het St. Bonifatiuscollege in Utrecht maakt Vos kennis met de Griekse en Romeinse mythologie. Dankzij de poëzie van Ovidius ontstaat zijn liefde voor de metamorfosen van mens in dier, met name van mens in vogel. Op het Bonifatius ontmoet hij ook zijn latere vrienden Theo Sontrop, Marcel van Dam en Jacques Boersma.
Moeilijkheden in zijn ouderlijk huis, waaronder de ziekten van zowel zijn vader als moeder, maken dat Vos vaak buitenshuis te vinden is. Hij zoekt ook zijn toevlucht bij andere gezinnen, zoals dat van de componist Hendrik Andriessen, bij zijn tekenleraar J.J.A. Jongenelen en bij zijn leraar oude talen Bart van Gool. In 1950 overlijdt Vos’ moeder. Kort daarna verslechtert de gezondheid van zijn vader. De laatste jaren voor zijn dood wordt de zieke en vereenzaamde Cornelis verzorgd door zijn zoons. Hij overlijdt in 1955.
In 1953 is Vos, mede op advies van tekenleraar Jongenelen, begonnen met een studie aan de Rijksakademie voor Beeldende Kunsten in Amsterdam. Hoogleraar F.W.S. Thienen doet hem kennis maken met het theater van de commedia dell'arte. Gé Röling, de vader van Marte Röling, neemt Vos en zijn medestudenten mee naar Artis om dieren te tekenen. Al in Vos’ eerste jaar aan de academie verschijnen zijn eerste gepubliceerde illustraties, bij gedichten van Daan Zonderland in de bundel De kok van Mariënbad.
Rond 1956 komt Vos dankzij zijn vriend Theo Sontrop terecht bij het studentenweekblad Propria Cures. Hij ontmoet er onder meer Hugo Brandt Corstius, Renate Rubinstein en Rinus Ferdinandusse. Laatstgenoemde vraagt hem in 1958 om illustraties te maken voor Vrij Nederland. Hij zal daar tot 2006 de leeuwtjes in de rubriek Terzijde blijven tekenen. Zijn vrije werk publiceert hij vanaf het begin van de jaren zestig in het literaire tijdschrift Hollands Maandblad. Hij illustreert ook steeds meer romans, poëziebundels en non-fictie, uiteindelijk meer dan honderd boeken. Zijn eerste eigen publicatie is Scheppingsverhaal (getekend in 1959 en gepubliceerd in 1966).
In 1959 is Vos' eerste expositie, in Utrecht, vijf jaar later is zijn eerste tentoonstelling in Amsterdam. Hij zal tot zijn dood regelmatig blijven exposeren, vooral samen met andere kunstenaars van het Utrechtse grafisch gezelschap De Luis, waarvan hij sinds 1960 lid is.
In 1962 verblijft Vos drie maanden in Zweden, voornamelijk Stockholm. Hij maakt er onder meer schetsen voor zijn latere reigerboek.
In 1961 woont Vos samen met dichteres Fritzi Harmsen van Beek, in haar huis, Jagtlust, in Blaricum. Met haar deelt hij de liefde voor zowel tekenen als poëzie. Voor Fritzi tekent hij Astrologie voor beginners en nitwits (niet gepubliceerd) en De 100 Reigers, verschenen in 1969. In 1963 verbreekt Fritzi de relatie en Vos keert terug naar Amsterdam.
In 1965 treedt Vos in het huwelijk met Anneke Bakkum en gaat weer in Utrecht wonen. Voor haar tekent hij het in 1970 gepubliceerde Klein Pulcinellenboek voor Anneke. In 1967 wordt zoon Sander Vos geboren. Datzelfde jaar overlijdt Vos’ broer Paul.
In 1969 is Vos het onderwerp van een film van Hans Keller voor de VPRO televisie. In 1970 verwerft hij verdere bekendheid met zijn Beestenkwartet. In 1972 ontvangt hij de Zilveren Griffel voor de illustraties in De Pozzebokken. De Sprookjes van de Lage Landen, ook met tekeningen van Vos, worden datzelfde jaar een bestseller.
In 1974 krijgt Vos, overstelpt door het vele werk, een grote inzinking en besluit geen opdrachten voor illustratiewerk meer te aanvaarden. Het jaar daarop verlaat hij Anneke en trekt in bij Renate Rubinstein. Vijf jaren volgen zonder publicaties - afgezien van zijn eigen "Who Did Kill Cock Robin?/Wie Schoot Roodbaardje Pik?" en de Leeuwtjes voor Terzijde. Eind jaren zeventig werpt hij zich op het maken van lithografieën en gaat op een meer systematische manier vogels bestuderen. Hij bezoekt tweemaal Eilat, Israël, om vogels te tekenen. Hij studeert vaak in de Amsterdamse dierentuin Artis, dat hij samen met zijn zoon Sander, talloze malen bezoekt. Het resultaat is te zien in het in 1980 verschenen Een Studie in Grijs.
Vanaf 1976 heeft Vos een verhouding met actrice Marina Schapers (1938-1981), de echtgenote van Peter Schat. In 1982 is Peter opnieuw de hoofdpersoon in een film, voor de AVRO televisie. Zijn huwelijk, datzelfde jaar, met Ninon Le Grand duurt slechts enkele maanden.
Ondertussen blijven de opdrachten binnenstromen. In 1980 en 1982 ontwerpt Vos kinderpostzegels, in 1984 de zomerpostzegels. Hij wordt in 1981 onderscheiden met de Jeanne Bieruma Oosting Prijs voor zijn tekeningen en aquarellen. In 1984 tekent hij honderden vogels tijdens een bezoek aan Spanje, een jaar later tekent hij wederom in Eilat. Ter gelegenheid van het honderdjarig bestaan van Albert Heijn in 1986 maakt Vos vier prenten. De litho's daarvan worden aan alle personeelsleden geschonken.
In 1986 ontmoet Vos Saïda Lokhorst, met wie hij tot zijn dood zal samenblijven. Onder de vele aan haar opgedragen werken is het in 1991 gepubliceerde boek Wat je ook niet vaak ziet, met een reeks tekeningen die de hoofdthema's van zijn werk bevatten. In 1991 ontvangt Vos de Gouden Penseel voor zijn illustraties bij een boek van Rudy Kousbroek.
In 1995, rond zijn 60ste verjaardag, is er een grote overzichtsexpositie in museum De Beyerd in Breda. Radio, televisie en kranten besteden veel aandacht aan de tentoonstelling en aan Peter Vos.
In 2003 zet Vos zich aan zijn Metamorfosen, geïnspireerd op de gedichten uit het gelijknamige werk van Ovidius die gaan over de metamorfose van mens tot vogel. Het Rijksmuseum Amsterdam koopt in 2009 een 'representatieve groep werken' van Vos.
In 2010 is er een overzichtstentoonstelling van zijn werk. samen met dat van collega en vriend Charles Donker, in het Centraal Museum te Utrecht. Kort na de opening, op 6 november 2010, overlijdt Vos aan kanker. Hij ontvangt in 2011 postuum de Maartenspenning 2010 (voor verdiensten voor de stad Utrecht).
Vos heeft een uiterst omvangrijk oeuvre nagelaten van lijntekeningen, etsen, litho's en gewassen tekeningen. Hij was een zeer belezen man, kon zeer veel dichters en schrijvers uit de wereldliteratuur in hun oorspronkelijke taal uit het hoofd citeren en de goede verstaander kan dan ook in zijn werk talloze literaire verwijzingen vinden.
In 2013 is er de tentoonstelling Metamorfosen in Fondation Custodia te Parijs en in het Rembrandthuis, Amsterdam. Ook verschijnt het gelijknamig boek van Eddy de Jongh en Jan Piet Filedt Kok. In 2021/2022 vindt in Singer Laren tentoonstelling Peter Vos. Getekende vogelboeken plaats.

## Opleiding
- 1941: St Gregorius in Utrecht
- 1947: Bonifatiuscollege (Gymnasium) in Utrecht
- 1953: Rijksacademie voor Beeldende Kunsten - Amsterdam

## Eigen uitgaven

### Bij leven
- 1966 - Scheppingsverhaal
- 1969 - De 100 Reigers
- 1969 - Klein Pulcinellenboek voor Anneke, Amsterdam, uitgeverij Thomas Rap
- 1970 - Beestenkwartet
- 1971 - 24 Prentbriefkaarten
- 1976 - Who Did Kill Cock Robin/Wie Schoot Roodbaardje Pik? (met Judith Herzberg)
- 1980 - Een studie in grijs, voorlopige balans van drie jaar vogeltekenen
- 1980 - Zestien Prentbriefkaarten
- 1985 - Een Hondeleven (met Ethel Portnoy)
- 1991 - Wat je ook niet vaak ziet
- 1993 - Het Lezen der Dieren, 12 ex libris
- 1995 - Peter Vos, Tekenaar - (met Rinus Ferdinandusse, Eddy de Jongh, Ben van der Velden, Jan Eijkelboom, Fritzi Harmsen van Beek, Judith Herzberg, Willem jens, Ed Leeflang, Alain Teister)
- 2010 - Peter Vos en Charles Donker - Jan Piet Filedt Kok en Eddy de Jongh

### Postuum
- 2013 - Peter Vos, Metamorfosen - Jan Piet Filedt Kok en Eddy de Jongh
- 2017 - Peter Vos, Getekende Brieven - Jan Piet Filedt Kok en Eddy de Jongh
- 2019 - Peter Vos, Scheppingsverhaal - tweedelige uitgave: facsimile van het origineel uit 1959 plus begeleidend essay door Jan Piet Filedt Kok
- 2021 - Peter Vos, Getekende boeken - Jan Piet Filedt Kok en Saida Vos

### Bibliofiele uitgaven
- 1966 - The Hunting of the Snark (Lewis Carroll)
- 1967 - Wonderbaarlijk Waar Gebeurde Ontsnapping van de Heer P.
- 1974 - De Dom Jatten
- 2006 - Villa Inzicht

## Werk voor derden

### Periodieken
- Illustrator van Propria Cures
- Illustrator voor Vrij Nederland (vanaf 1958)
- Hollands Maandblad
- Tirade
- Maatstaf
- Tekeningen in: Zwart & wit, tijdschrift voor tekenen, jaargang 1964 #2 → omslag en blzn. 7 t/m 11

### Boeken - omslag en illustraties
- 1953 - De Kok van Mariënbad (Daan Zonderland)
- 1954 - Liedjes voor Luigina (Daan Zonderland)
- 1954 - De Zingende Postbode (Jan van Woensdrecht) - Alleen illustraties: andermans omslag
- 1959 - Varianten (Rutger van Zeijst)
- 1960 - Redeloze Rijmen (Daan Zonderland)
- 1960 - De Zalenman (Elisabeth de Keesing)
- 1962 - Fabels van Leo Vroman (Leo Vroman)
- 1963 - Het Onbespeelbare Instrument (C.C. van Rossem) - Alleen illustraties: andermans omslag
- 1964 - Neem er Eentje van Mij (Rinus Ferdinandusse)
- 1964 - Vrijmoedige Liefdesverhalen - 3 delen (Paul Rodenko)
- 1965 - Stukjes in de Kraag (Rinus Ferdinandusse)
- 1965 - De Bende van de Stronk (Paul van Ostaijen)
- 1965 - Almanak Gedichten (Leo Vroman)
- 1966 - De reizen van Pater Key (Raoul Chapkis)
- 1966 - Zes Dagen Onbedachtzaamheid Kan Maken dat Men Eeuwig Schreit (Raoul Chapkis)
- 1966 - Ik Sta op mijn Hoofd (Raoul Chapkis)
- 1967 - Beeldenstrijd, tussen Fatima en Nieuw Babylon (meerdere auteurs)
- 1967 - De Mierenmoordenaar (Julio Cortázar)
- 1967 - Op de Barkeeper Beschouwd (Rinus Ferdinandusse)
- 1967 - De Lijster (J. Wilson)
- 1967 - De Merel (J. Wilson)
- 1967 - De Pimpelmees (J. Wilson)
- 1967 - De Mus (J. Wilson)
- 1967 - De Vink (J. Wilson)
- 1967 - Het Roodborstje (J. Wilson)
- 1967 - De Trapeze deel 7 (Jules de Corte en Gertie Evenhuis)
- 1967 - Decamerone (5 delen) (Giovanni Boccaccio)
- 1967 - Heptamerone (3 delen) (Marguerite Valois)
- 1967 - Pentamerone (2 delen) (Giambattista Basile)
- 1968 - Eet Goed, Al Goed (Wina Born)
- 1968 - Andermans Huid (Anton Koolhaas)
- 1968 - Twee Schelven Hooi (Aad Nuis)
- 1968 - Kom eens om een Keizer (Max Dendermonde)
- 1968 - Het Panorama (Simon Carmiggelt)
- 1969 - De Werksters van Half Vijf en Andere Gelijkenissen (Karel Eykman)
- 1969 - De Zoon van Ouwe Klare (Rinus Ferdinandusse)
- 1969 - De Boerderij der Dieren (George Orwell)
- 1969 - Het Rijkste uit het Leven van Douwe Trant (Rinus Ferdinandusse)
- 1970 - Op Hoop van Leven (A.C.V. van Bemmel)
- 1970 - Natuurlijke Historietjes (Jules Renard)
- 1971 - De Pozzebokken (Bouke Jagt)
- 1971 - De twaalf Rovers (Paul Biegel)
- 1972 - Sprookjes van de Lage Landen (Eelke de Jong en H. Sleutelaar)
- 1972 - Het Boekebeest (Bouke Jagt)
- 1973 - De Onbekende Klein Duimpje en Hans & Grietje (Eelke de Jong en H. Sleutelaar)
- 1973 - De Zoon van Douwe Trant (Rinus Ferdinandusse)
- 1974 - Nieuwe Sprookjes van de Lage Landen (Eelke de Jong en H. Sleutelaar)
- 1974 - Terzijde (Toon Verhoeven)
- 1978 - Terzijde 2 (Toon Verhoeven)
- 1980 - De avonturen van Anna Molino (Mensje van Keulen)
- 1980 - De Huismus (Minouk van der Plas-Haarsma)
- 1980 - Natuurlijke Historietjes (Jules Renard) Herdruk met nieuw omslag
- 1981 - Raoul Chapkis, Verzameld Werk (Raoul Chapkis)
- 1981 - Stukjes in de Kraag (Rinus Ferdinandusse) Herdruk met nieuw omslag
- 1982 - Verhalen, Vertellingen en Sprookjes waarin Dieren de Hoofdrol Spelen (H.B. Drexhage)
- 1982 - Geluk Mag (H. Kerckhoffs)
- 1982 - Corsetten voor een Libel (Anton Koolhaas)
- 1982 - En het Geschiedde (A. Th. Koot)
- 1983 - Mag 't een Ietsje Meer Zijn? (Simon Carmiggelt)
- 1983 - Het Paradijs in Beeld (D. J. Enright)
- 1984 - 1984 (George Orwell)
- 1985 - Het fort van Sjako (Karel Eykman)
- 1985 - Drie in Een (Simon Carmiggelt)
- 1986 - De Psychobiologie van het Feestvieren (Dick Hillenius)
- 1986 - Trio voor één Hand (Simon Carmiggelt)
- 1987 - Een Vederlichte Wanhoop (Koos van Zomeren)
- 1987 - Het Dagboek als Kunstvorm (Hans Warren)
- 1988 - Bolletje (Ger Brands)
- 1988 - Denk Na, Quinta Columnia (Hugo Brandt Corstius)
- 1989 - Wat van Eksters Komt, Huppelt Graag, Spreekwoorden en Zegswijzen over Plant en Dier (W. P. Postma en E.A.J. Scheepmaker)
- 1990 - Lieve Kinderen Hoor mijn Lied (Rudy Kousbroek)
- 1990 - Terzijde 3 (Toon Verhoeven)
- 1990 - Bij Ons in Holland, 45 Columns uit het Opinieweekblad Vrij Nederland (Theo de Jong)
- 1991 - De Barre Ballade van Boris Borus (Ivan Barkow)
- 1991 - Een uiterst vreemde vogel (Willem Duys)
- 1991 - Begroeyt met Pluimen (Ed Leeflang)
- 1992 - Minnie (Engelse uitgave van Minoes (Annie M. G. Schmidt)
- 1992 - Het Bestiale in Van Dale (Paul Bogaards)
- 1992 - Renate Rubinstein, Herinneringen van Vrienden (Meerdere Auteurs)
- 1993 - Jannes (Toon Tellegen)
- 1993 - Het Boekenboekje, Het Lezen der Dieren (Kees Los)
- 1993 - Zomer (Koos van Zomeren)
- 1993 - Winter (Koos van Zomeren)
- 1993 - Italiaanse Kronieken (Ben van der Velden)
- 1994 - De Sprookjes (Armando)
- 1994 - Het Levensgenieter Leesboek (Lieke Noorman)
- 1996 - Varkensliedjes (Rudy Kousbroek)
- 1996 - Reinaart de Vos, de Felle met de Rode Baard (Henri van Daele)
- 1999 - De Meerval Beweegt Nog, verslag van een bezoek aan west nile, oeganda (Kees Schaepman)
- 1999 - Prostitutie Vroeger en Nu (W. L. van Haeften)
- 1999 - Wiet (Miel Dekeyser)
- 2004 - De Groene Overmacht, tuinieren op de zwarte zeeklei (Maarten 't Hart)
- 2006 - Mijn Zoon Heeft een Sexleven en Ik Lees mijn Moeder Roodkapje Voor (Renate Dorrestein)
- 2007 - Wiet (Miel Dekeyser) Heruitgave
- 2009 - De Huismus (Minouk van der Plas-Haarsma) Herziene heruitgave

### Boeken - Bibliofiele Uitgaven
- 1980 - De Avonturen van Anna Molino (Mensje van Keulen) Beperkte oplage met 1 originele tekening en 1 door van Keulen handgeschreven strofe
- 1981 - Simon Carmiggelt, Peter Vos
- 1996 - Yeti Sneeuwlimericks (Co de Koning)

### Boeken - Omslagillustraties
- 1962 - De Laatste Kogel (Robert Leckie)
- 1964 - Maria Lecina (J.W.F. Werumeus Buning)
- 1964 - Namens Tamar (Renate Rubinstein)
- 1965 - Huwelijksnacht in Duplo en Andere Vrijmoedige Liefdesverhalen (Paul Rodenko)
- 1965 - Kerk en Universiteit, een reeks opstellen (meerdere auteurs)
- 1965 - De Trek van de Struisvogel (A. L. Schneiders)
- 1966 - Zonder Mia (Anton Koolhaas)
- 1966 - Het Grauwse Diep (Leo Vroman)
- 1966 - Met Verschuldigde Hoogachting (Renate Rubinstein)
- 1967 - God en godin (Leo Vroman)
- 1967 - Trouw Nooit Met een Heks en Andere Vrijmoedige Liefdesverhalen (Paul Rodenko)
- 1967 - De Balenkraai, Kroniek uit Oudnederlandsguinea (Aad Nuis)
- 1968 - Duiven Melken (Simon Carmiggelt)
- 1968 - De Monnik (M.G. Lewis en Antonin Artaud)
- 1968 - Drie Dagen liefde, erotische verhalen uit de 17e eeuw (Pietro Fortini)
- 1969 - Schandaal in Damascus, en andere vrijmoedige liefdesverhalen uit 1001 nacht (Paul Rodenko)
- 1969 - Collaboratie en Verzet 1940-1945, een poging tot ontmythologisering (3 delen) (Friedrich Weinreb en Renate Rubinstein)
- 1969 - Voorgrond, Achtergrond (Leo Vroman)
- 1969 - De Nijvere Nachten van Teobaldo en andere vrijmoedige liefdesverhalen (Paul Rodenko)
- 1969 - De Gestolen Minnaar en andere vrijmoedige liefdesverhalen (Paul Rodenko)
- 1969 - Souvenirs d'Enfance, Barbarberdoos (Louis Andriessen en J. Bernlef)
- 1970 - Welkom in Zee! (Joop Waasdorp)
- 1970 - Vogel (Lois Darling en Louis Darling)
- 1970 - Sta Ik Toevallig Stil (Renate Rubinstein)
- 1971 - De Vrouwenclub (Isaac Faro)
- 1971 - Birds of America (Mary McCarthy)
- 1972 - Vogels van Amerika (Mary McCarthy)
- 1973 - De Oase (Mary McCarthy)
- 1973 - Tamarkolommen en Andere Berichten (Renate Rubinstein)
- 1974 - Mijn Benul (Jan Hanlo)
- 1974 - Bang Weer (Henk Romijn Meijer)
- 1974 - Brood voor de Vogeltjes (Simon Carmiggelt)
- 1974 - Vogels Leren Kennen (Hugh P. Gallagher)
- 1976 - Het Spel en de Knikkers (2 delen) (Piet Cals e.a.)
- 1977 - Belle van Zuylen ontmoet Cagliostro (Ethel portnoy)
- 1977 - Was Getekend Tamar (Renate Rubinstein)
- 1978 - Boeken (Aad Nuis)
- 1978 - De Ballade van het Rusthuis (Anne Marie Baart)
- 1979 - Niets te Verliezen en Toch Bang (Renate Rubinstein)
- 1979 - Ieder Woelt Hiet om Verandering (Renate Rubinstein)
- 1979 - Niet de Woorden, maar de Stem (Renate Rubinstein)
- 1980 - Het Geminachte Kind (Guus Kuijer)
- 1980 - De Vrouw met de Vogelkop (Inez van Dullemen)
- 1980 - Een Man uit Singapore (Renate Rubinstein)
- 1981 - Twee Eendjes en Wat Brood (Simon Carmiggelt)
- 1981 - Rapport van de Secretarisvogel (A. van Anders)
- 1981 - Vogels Kijken (Nico de Haan en Egbert van Keulen)
- 1982 - Met Gepast Wantrouwen (Renate Rubinstein)
- 1983 - Overpeinzingen (S. Montag)
- 1983 - Liefst Verliefd (Renate Rubinstein)
- 1984 - Alle Kroegverhalen (Simon Carmiggelt)
- 1984 - Twijfelen is Toegestaan (Simon Carmiggelt)
- 1984 - Naar de Bliksem? Ik Niet (Renate Rubinstein)
- 1984 - Een Hand vol Vonken (Inez van Dullemen)
- 1985 - Alexander, een impressie van de kroonprins bij zijn achttiende verjaardag (Renate Rubinstein)
- 1985 - Verleidingen, verhalen (Rudolf Geel)
- 1985 - Nee Heb Je (Renate Rubinstein)
- 1986 - Bij Nader Omzien (Simon Carmiggelt)
- 1986 - De Ortolaan (Maarten 't Hart)
- 1986 - Oog in Oog (Inez van Dullemen)
- 1986 - Termieten & Muskieten, vernieuwing en vernieling in de Nederlandse politiek (Henry Faas)
- 1986 - Toekomstmuziek (Renate Rubinstein)
- 1987 - Liefst Verliefd (Renate Rubinstein) Heruitgave met nieuw omslag
- 1987 - De Vrolijke Jaren (Simon Carmiggelt)
- 1987 - Tijd van Leven (Renate Rubinstein)
- 1987 - Twee Keer in de Week, een selectie uit 25 jaar columns (Saartje Burgerhart)
- 1988 - Morgen Zien We Wel Weer (Simon Carmiggelt)
- 1988 - Gewoon maar Doorgaanr (Simon Carmiggelt)
- 1988 - Een Stoet van Dwergen (Simon Carmiggelt)
- 1988 - Vroeger Kon Je Lachen (Simon Carmiggelt)
- 1990 - De Toekomst van het Boek (George Steiner & Cyrille Offermans)
- 1990 - Sisyphus in de Delta? (Kees Schaepman)
- 1990 - Overgangscursus (Renate Rubinstein)
- 1991 - Mijn Beter Ik (Renate Rubinstein)
- 1992 - Wat Vliegt de Tijd (Renate Rubinstein)
- 1992 - Wolfsklem, evolutie van het menselijk gedrag (Piet Vroon)
- 1992 - Achter Mekka (Betsy Udink)
- 1993 - Het Requiem van Verdamme (Koos van Zomeren)
- 1993 - De Pleinvrees der Kanunniken (Jozef Deleu)
- 1994 - Het Eeuwige Leven (Koos van Zomeren)
- 1993-1995 - Verzameld Werk (3 delen) (Renate Rubinstein)
- 1996 - Weerloos Wild, verhalen en gedichten tegen de jacht (meerdere auteurs)
- 1997 - Alles Verandert: opstellen voor en over Joop Goudsblom (Nico Wilterdink, Johan Heilbron en Abram de Swaan)

### Met Andere Kunstenaars/Illustratoren
- 1955 - Tien Jaar de Roos 1945-1955
- 1961 - De Vlaggenlijn (Wim Hora Adema)
- 1962 - Een Schot in de Lucht (Anton Koolhaas)
- 1964 - 15 × de Keerkring
- 1964 - De Hond in het Lege Huis (Anton Koolhaas)
- 1965 - VII Bienal 65 Sao Paolo Hollanda
- 1968 - Rondje van de Zaak (Simon Carmiggelt en anderen)
- 1969 - Soixante Neuf (meerdere auteurs)
- 1970 - De Molen van 1845 en Andere Verhalen (meerdere auteurs)
- 1970 - Pulp (meerdere auteurs)
- 1971 - Een Berg van Licht
- 1971 - Sex Igeleien
- 1971 - Bibliofiele Boekillustratie (Kurt Löb)
- 1971 - The Beatles Illustrated Lyrics 2 (Edited by Alan Aldridge)
- 1972 - Nederlandse Grafiek na 1945
- 1973 - Koning Gezocht en Andere Kerstverhalen (Gertie Evenhuis)
- 1977 - The European Consumer Selection, device data book (Lieke Noorman)
- 1978 - Bloemetjeslezing (Simon Carmiggelt)
- 1981 - De Dag van het Windei en Andere Trapezeverhalen (meerdere auteurs)
- 1983 - Meer over Dieren, verhalen vertellingen en sprookjes waarin dieren een hoofdrol spelen (Hemmo Drexhage)
- 1987 - Pentekenen (Frans Jansen en Helen Stoefert Kroese)
- 1987 - Ziezo, 347 Kinderversjes (Annie M. G. Schmidt)
- 1987 - Het Dagelijks Leven (Albert Heijn)
- 1988 - Wat een Beestenboel , mooiste dierenverhalen (Hemmo Drexhage)
- 1990 - Wind, Wad en Waterverf, Artist for Nature on Schiermonnikoog (Artists for Nature)
- 1995 - Ali Baba en de Veertig Tekenaars (Willem Wilmink)
- 1997 - Eye Love Books (T. Van Gelder en Martin Veltman)
- 1997 - Vijfentwintig Jaar Gouden Penselen (Henk Kraima)
- 2000 - Ziezo, de 347 Kinderversjes (Annie M.G. Schmidt)
- 2000 - Misschien Wel Echt Gebeurd (Annie M. G. Schmidt)
- 2004 - Er Komen Nergens Zoveel Wegen Samen, Utrecht voor Unicef (meerdere auteurs)
- 2006 - Was Tom Poes Maar Hier, een hommage aan Marten Toonder (meerdere auteurs)
- 2006 - Mus, natuur en cultuur van de huismus (meerdere auteurs)
- 2007 - Papieren Museum 3: de Engel met Twee Neuzen (Ted van Lieshout)
- 2008 - Grafisch Gezelschap De Luis 1960-1980. Individualisten in clubverband (Roman Koot)
- 2010 - Kritisch, Opgewekt, Voortvarend: Vijftig Jaar Hollands Maandblad (meerdere auteurs)

## Prijzen/Onderscheidingen
- 1972 - Zilveren Griffel voor de illustraties in De Pozzebokken (Bouke Jagt). In 1972 bestond de Gouden Penseel als prijs voor beste kinderboekillustraties nog niet. Bouke Jagt en Peter Vos kregen de prijs samen vanwege de 'eenheid van tekst en beeld'.
- 1980 - De Jeanne Oosting Prijs voor "Tekenen".
- 1991 - De Gouden Penseel voor zijn illustraties in "Lieve kinderen hoor mijn lied" (Rudy Kousbroek).
- 1994 - De Ton Smits-penning
- 1996 - Benoeming tot Erelid van Nederlandse Vereniging van Illustratoren (NIC).
- 1996 - Ridder in de Orde van de Nederlandse Leeuw
- 2010 - De Maartenspenning

## Werk in openbare collecties (selectie)
- Rijksmuseum Amsterdam[1]
- Centraal Museum[2]